# Вудвилл, Елизавета
Елизаве́та Ву́двилл (Ву́двиль) (англ. Elizabeth Woodville; ок. 1437 — 8 июня 1492) — королева Англии, супруга короля Эдуарда IV; дочь Ричарда Вудвилла, 1-го графа Риверса, и Жакетты Люксембургской.
На момент рождения Елизаветы её семья принадлежала к среднеранговой аристократии Англии. Первый брак был заключён между Елизаветой и сэром Джоном Греем из Гроуби, сторонником Ланкастеров, который погиб во второй битве при Сент-Олбансе, оставив Елизавету вдовой с двумя сыновьями. Второй брак с королём Эдуардом IV стал cause célèbre, благодаря невероятной красоте Елизаветы и отсутствию у неё больших поместий. Эдуард IV был вторым королём после нормандского завоевания, который женился на своей подданной; в свою очередь, Елизавета стала первой такой супругой короля, которая была коронована как королева. Брак Елизаветы с королём значительно обогатил её братьев, сестёр и детей; однако, их процветание навлекло на себя враждебность со стороны Ричарда Невилла, графа Уорика, «делателя королей», и заключение им различных союзов с самыми крупными фигурами в раздробленной королевской семье.
Враждебность вылилась в открытый раздор между королём Эдуардом и Уориком, что в конечном итоге привело к тому, что Уорик переметнулся к Ланкастерам. Елизавета сохранила своё политическое влияние даже после окончания непродолжительного правления её сына, Эдуарда V, который был свергнут своим дядей по отцу Ричардом III. Важную роль Елизавета будет играть и в обеспечении восшествии на престол Генриха VII в 1485 году, которым закончилась война Алой и Белой розы. Тем не менее, после 1485 года она была вынуждена уступить первенство матери Генриха, леди Маргарет Бофорт, поэтому степень её влияния на события в эти годы и возможное отдаление от двора остаются неясными.
В двух браках Елизавета родила 12 детей, среди которых были принцы в Тауэре и Елизавета Йоркская; по последней Елизавета была бабкой по материнской линии короля Генриха VIII и прабабкой короля Эдуарда VI и королев Марии Кровавой и Елизаветы I, а также прапрабабкой Марии Стюарт. Благодаря своей дочери, Елизавете Йоркской, Елизавета Вудвилл является предком всех английских монархов, начиная с Генриха VIII, и всех шотландских монархов, начиная с Якова V.

## Ранняя жизнь и первый брак
Елизавета Вудвилл родилась около 1437 года, предположительно в октябре, в Графтон-Реджисе, Нортгемптоншир. Она была первенцем в социально неравном браке, который шокировал английский двор. Её отец, сэр Ричард Вудвилл, на момент рождения дочери был простым рыцарем. Вудвиллы, будучи старым и почтенным семейством, были более благородны, нежели знатны, имели достаточно земли и богатства; были семьёй, из которой ранее выходили уполномоченные мира, шерифы и депутаты, но не пэры королевства. Собственный отец сэра Ричарда сделал хорошую карьеру в королевской службе, поднявшись до должности камергера Джона Ланкастера, герцога Бедфорда; сэр Ричард пошёл по стопам отца на службу к герцогу, где и встретил впервые Жакетту Люксембургскую. Будучи дочерью Пьера Люксембургского, графа Сен-Поль, и Маргариты де Бо, Жакетта была выдана замуж за герцога Бедфорда в 1433 году в возрасте 17 лет; герцог был значительно старше Жакетты, которая стала его второй женой, и имел плохое состояние здоровья, от чего умер в 1435 году, оставив Жакетту бездетной, богатой вдовой. Она должна была получить разрешение от короля для вступления в повторный брак; но в марте 1437 года, было выявлено, что Жакетта тайно вышла замуж за сэра Ричарда Вудвилла, который был намного ниже её по рангу и не считался подходящим мужем для женщины, почитаемой как тётка короля. Супруги были оштрафованы на £1000, но сумма была возвращена в октябре того же года.
Несмотря на такой неблагоприятный старт, супружеская пара вскоре стала процветать, благодаря, главным образом, благосклонности королевской семьи к Жакетте. Она сохранила свой титул и приданое как герцогиня Бедфорд, последнее изначально обеспечивало доход от £7000 и £8000 в год (сумма уменьшалась на протяжении многих лет из-за территориальных потерь во Франции и коллапса королевских финансов в Англии); сэр Ричард был удостоен нескольких воинских званий, в которых он проявил себя способным солдатом. Дальнейшие достижения пришли одновременно с женитьбой Генриха VI на Маргарите Анжуйской, чей дядя был зятем Жакетты: Вудвиллы оказались среди тех, кто был выбран для сопровождения невесты в Англию; семья воспользовалась в дальнейшем этой двойной связью с королевской семьей и сэр Ричард получил титул барона Риверса в 1448 году. Поэтому их дети выросли в атмосфере привилегий и материального благополучия.
Томас Мор утверждал, что Елизавета была синонимична «Изабель Грей», юной фрейлине Маргариты Анжуйской в 1445 году; современные историки (например, Майерс, Смит и Болдуин) отметили, что существует несколько более вероятных кандидатур, чем Елизавета, в том числе леди Изабелла Грей, сопровождавшая Маргариту в Англию из Франции в 1445, или Елизавета Грей, которая была вдовой с детьми в 1445 году.
Приблизительно в 1452 году Елизавета вышла замуж за Джона Грея из Гроуби, наследника баронского титула. Джон был убит во второй битве при Сент-Олбансе в 1461 году, выступив на стороне Ланкастеров; гибель Джона позже стала причиной иронии при дворе, поскольку вторым мужем Елизаветы стал йоркистский претендент на трон (на момент гибели Джона) Эдуард IV. Елизавета осталась вдовой с двумя сыновьями.
Елизавету называли «самой красивой женщиной на острове Британии» с «тяжёлыми веками на глазах, как у дракона».

## Супруга короля

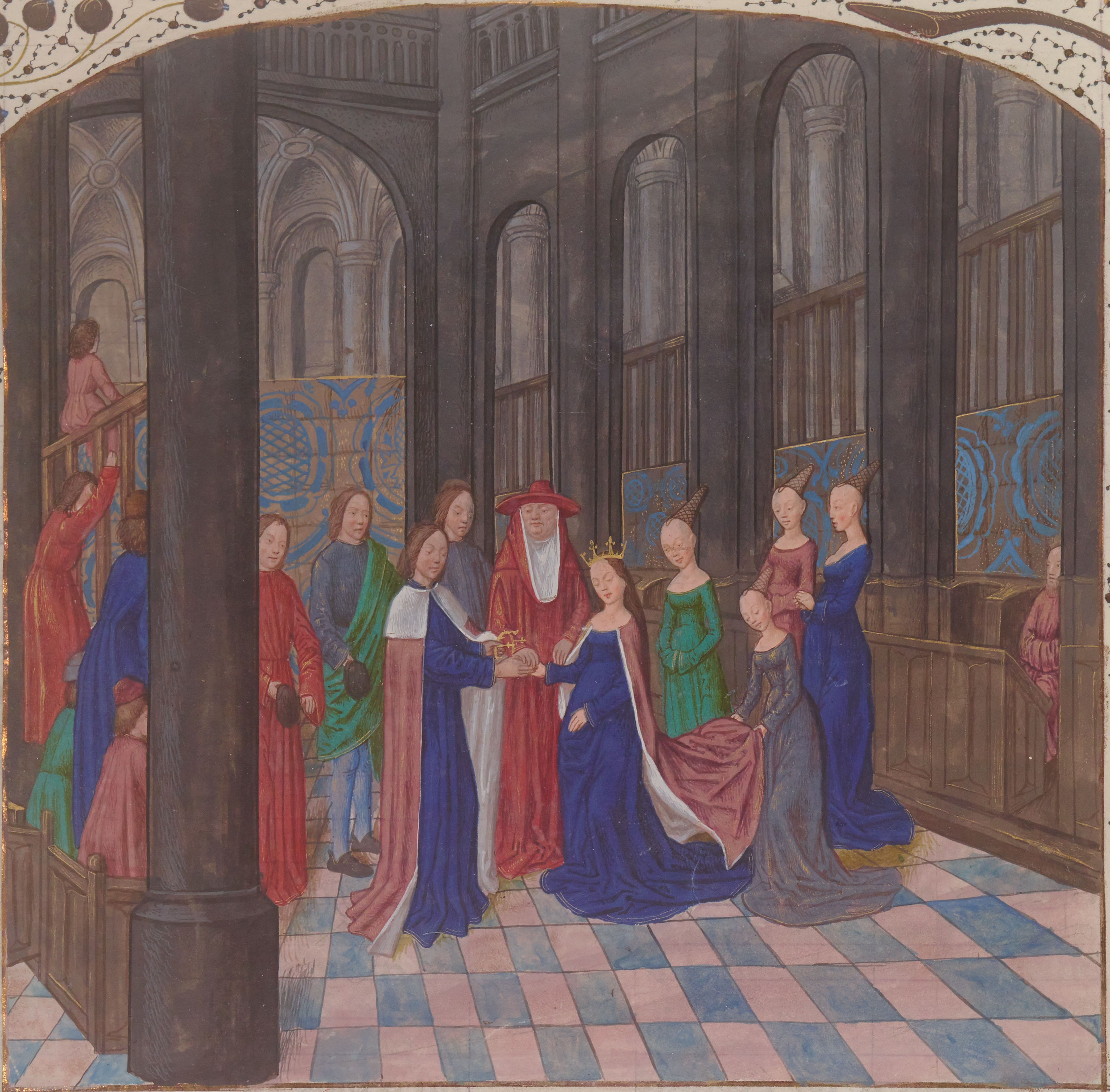
Бракосочетание между Эдуардом IV и Елизаветой Вудвилл. Миниатюра из Староанглийские хроники Жана де Ваврена. 1470—1480 гг.

Эдуард IV, имевший множество любовниц, среди которых самой известной была Джейн Шор, не имел репутацию верного мужчины. Его брак с овдовевшей Елизаветой Вудвилл состоялся тайно, и, хотя точная дата не известна, считается, что всё же он состоялся (о браке знали только мать невесты и две служанки) в её семье в Нортгемптоншире 1 мая 1464, чуть более чем через три года после того, как он оказался на английском престоле после подавляющей победы Йорков над Ланкастерами в битве при Таутоне. Елизавета Вудвиль была коронована 26 мая 1465 года, в воскресенье после Вознесения.

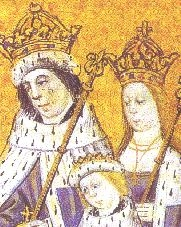
Королева Елизавета, Эдуард и их старший сын. Фрагмент миниатюры из рукописи XV века

В первые годы своего правления Эдуард IV управлял Англией с помощью небольшого круга сторонников, в котором первую роль играл кузен Эдуарда Ричард Невилл, граф Уорик. Примерно в период тайного брака Эдуарда IV, Уорик вёл переговоры о союзе с Францией, чтобы помешать аналогичному соглашению своего заклятого врага Маргариты Анжуйской, жены свергнутого Генриха VI. Планировалось, что Эдуард IV должен жениться на принцессе Бонне Савойской, с малолетства воспитывавшейся во Франции. Когда же брак короля с Елизаветой, которая происходила из семьи простолюдинов, к тому же являвшихся сторонниками Ланкастеров, стал достоянием общественности, Уорик был одновременно смущён и обижен, и отношения его с Эдуардом так и не восстановились до прежнего уровня. Брак был также дурно принят и Тайным советом, который сообщил Эдуарду с большой откровенностью, что «он должен знать, она была не женой принца такого, как он».
С приходом к власти новая королева привела за собой множество братьев и сестёр, которые вскоре породнились с самыми известными семьями Англии. Трое из сестёр Елизаветы вышли замуж за сыновей графов Кента, Эссекса и Пембрука; другая сестра, Екатерина, была выдана замуж за одиннадцатилетнего Генри Стаффорда, 2-го герцога Бекингем; после смерти Эдуарда IV Бекингем присоединился к герцогу Глостерскому, который выступал в оппозиции к Вудвиллам. Двадцатилетний брат Елизаветы, Джон, женился на Екатерине Невилл, герцогине Норфолк, которая была старше его более, чем на 40 лет и успела трижды овдоветь. Тем не менее, Екатерина Невилл пережила мужа.

Герб Елизаветы Вудвилл как королевы-консорта: королевский герб Англии (слева) совмещённый с гербом Вудвиллей

### Кризис 1469—1471 годов
В марте 1469 года Елизавета родила третью дочь — Сесилию, что вызвало серьёзное беспокойство короля и заставило его думать, что после него страной будет править их старшая дочь Елизавета. Годом ранее при дворе поползли слухи об обострении вражды между сторонником короля графом Уориком и королевой, многочисленные родственники которой подвинули графа при дворе. В том же 1468 году между Эдуардом IV и Уориком произошёл раскол из-за брака сестры короля Маргариты: Уорик, не сумевший женить короля на французской принцессе, желал заключить союз с Францией посредством брака Маргариты с французским принцем, однако Эдуард IV, по совету Вудвиллов, выдал сестру за врага Франции бургундского герцога Карла, которого Уорик ненавидел и презирал. В 1469 году вражда между Уориком и королевской четой привела к союзу графа с младшим братом короля Джорджем Кларенсом, которого принцесса Елизавета фактически сместила с позиции престолонаследника.
Ранее, ещё в то время, когда король был близок с Уориком, граф желал заключить браки своих дочерей Изабеллы и Анны, которые были богатейшими наследницами в Англии, с братьями короля, однако Эдуард IV отказал ему, опасаясь возвышения Невиллов. В июле 1469 года Кларенс открыто выказал неповиновение брату, женившись в Кале на старшей дочери Уорика; затем оба они высадились с войсками в Англии и объявили о притязаниях Джорджа на английский трон, объявив Эдуарда IV бастардом, рождённым Сесилией Невилл от связи с английским лучником Блэйбёрном. В это время королева Елизавета вместе с как минимум двумя дочерьми посещала Норидж, где их приняли с пышными торжествами и театрализованными представлениями. Королеву и принцесс поселили в доме монахов-проповедников; здесь королевское семейство получило новости о том, что Уорик не только выиграл битву при Эджкот-Мур, но и захватил короля, а также казнил без суда отца и брата Елизаветы — графа Риверса и Джона Вудвилла. В это же время была арестована мать королевы Жакетта Люксембургская, обвинённая в колдовстве и привороте короля. Хотя она была оправдана, этот неприятный эпизод, а также немотивированная казнь графа Риверса показали, как далеко готовы зайти враги Эдуарда IV ради уничтожения его жены и её семьи. Несмотря на всё это, сама королева и её дочери во время краткого возвышения Уорика не пострадали, за исключением того, что Елизавете был определён урезанный штат прислуги.
К осени 1469 года Эдуарду IV удалось получить свободу и уже в сентябре он с триумфом въехал в Лондон, где стал переманивать дворян обратно на свою сторону. Также король провозгласил предполагаемой наследницей престола трёхлетнюю дочь Елизавету, хотя восшествие на английский престол женщины было нежелательным; шаг этот был призван унизить Кларенса. В это же время Эдуард IV предложил руку дочери своим сторонникам; осенью 1469 года, чтобы сохранить лояльность могущественного союзника, Эдуард даровал брату Уорика Джону Невиллу титул маркиза Монтегю и предложил принцессу Елизавету в качестве невесты для его пятилетнего сына Джорджа; всё это было сделано в надежде на то, что если сам Эдуард IV будет убит, Джон Невилл сможет обеспечить коронацию Елизаветы и Джорджа прежде, чем Кларенс захватит трон. К Рождеству 1469 года Уорик и Кларенс были помилованы и вернулись в Вестминстер, однако Эдуард явно не доверял им.
К весне 1470 года Эдуард IV полностью восстановил контроль над правительством и объявил Уорика и Кларенса предателями. Оба они бежали во Францию, где Уорик планировал выдать младшую дочь замуж за сына бывшей королевы Маргариты Анжуйской Эдуарда Вестминстерского. Однако Маргарита тянула с ответом, поскольку, по её словам, получила из Англии письмо, в котором в жёны её сыну предлагалась принцесса, и, таким образом, бывшая королева могла заключить для сына более выгодный союз. Хотя принцесса Елизавета на тот момент была обручена с Джорджем Невиллом, брак её с Эдуардом Вестминстерским был единственным способом предотвратить союз последнего с Невиллами и прекратить вражду Ланкастеров с Йорками. Вероятно, Маргарита Анжуйская рассчитывала, что таким образом после смерти Эдуарда IV королём станет её сын, однако в это же время королева Елизавета ждала ещё одного ребёнка и, если бы родился мальчик, брак сына Маргариты с принцессой Елизаветой для неё потерял бы всякий смысл. Вероятнее всего, никакого предложения о браке с английской принцессой не было, и Маргарита просто блефовала. К июлю 1470 года под давлением Уорика и французского короля Маргарита Анжуйская согласилась на брак сына с Анной Невилл.
В 1470 году Эдуард IV был вынужден покинуть своё королевство. В сентябре 1470 года, когда он готовился к вторжению объединённых сил Уорика и Маргариты Анжуйской, Елизавета с дочерьми перебралась в Лондонский Тауэр; предвидя будущий кризис, королева сделала Тауэр «хорошо приготовленным и укрепленным». Елизавета была на седьмом месяце беременности и для неё были подготовлены родильные покои, однако воспользоваться ими ей не удалось: когда Уорик вторгся в Англию, его брат Монтегю покинул Эдуарда, а в начале октября в Лондоне появились вести о том, что король вместе с братом Ричардом Глостером бежал из страны, имея лишь призрачную надежду на возвращение. Предательство Монтегю означало, что помолвка Елизаветы с Джорджем Невиллом разорвана. 6 октября Уорик и Кларенс въехали в Сити, а уже 30 октября король Генрих VI формально был возведён на престол.
Получив новости о падении мужа, королева Елизавета вместе с матерью и тремя дочерьми среди ночи спешно покинула Тауэр на барке и пребыла в Вестминстерское аббатство, где её знали как весьма благочестивую женщину. Она была на восьмом месяце беременности и, должно быть, «почти отчаянно нуждалась» в таком месте, как святилище Святого Петра. Когда королевское семейство прибыло в убежище, аббатство было почти пустым; под своё покровительство их принял аббат Вестминстера Томас Миллинг — добрый, гостеприимный человек, он не пожелал размещать королеву с детьми вместе с преступниками и уступил им свой дом у западного входа в аббатство, где имелись три комнаты и всё необходимое для удобства королевы. Также, помощь ей оказывали простые лондонцы: мясник Джон Гулд жертвовал Елизавете Вудвилл половину коровы и двух овец в неделю, а торговец рыбой обеспечивал королеву провизией по пятницам и в дни постов.
Несмотря на то, что Уорик открыто не любил королеву Елизавету, он не собирался преследовать женщину. Когда беременность Елизаветы подходила к концу, к ней советниками Генриха VI была приставлена фрейлина Элизабет Грейсток, леди Скроуп, услуги которой также оплатили из казны. Во время родов к ней также были посланы акушерка Маргарет Кобб, получившая за услуги пенсию, а также личный врач Елизаветы — доктор Доминик де Сирего. В день Всех Святых, 1 ноября 1470 года, или на следующий день Елизавета разрешилась сыном; казалось весьма ироничным, что долгожданный наследник должен был родиться во время изгнания отца, однако рождение принца стало надеждой и утешением для сторонников короля Эдуарда IV. Однако сторонники короля Генриха VI считали, что рождение мальчика не имеет теперь никакого значения, ведь у самого Генриха уже есть наследник — Эдуард Вестминстерский. Елизавета с детьми провела в убежище ещё пять месяцев. Она вполне осознавала, что её новорождённый сын может рассматриваться как угроза новому режиму. Она знала, что «безопасность её лица зависит исключительно от великой привилегии этого святого места». Но Уорик не планировал выводить Йорков из убежища силой, и королева с честью выдержала все испытания, выпавшие на её долю.
Подстёгиваемый новостями о рождении наследника, получив поддержку герцога Бургундского, Эдуард IV начал собирать флот и поднимать армию, намереваясь вернуть своё королевство. Весной 1471 года он вторгся в Англию, завоёвывая графство за графством. В это же время Кларенс бросил Уорика и заключил мир со своим братом. 9 апреля, двигаясь к югу от Данстейбла, Эдуард отправил «очень обнадёживающее послание своей королеве» в святилище, дав ей основания надеяться, что он сможет победить своих врагов. Через два дня он беспрепятственно отправился в Лондон и вернул свой трон в соборе Святого Павла. Генриха VI снова свергли и вернули в Тауэр. В тот же день, после того, как Эдуард побывал на благодарственном молебне в Вестминстерском аббатстве, королева с детьми была выведена из убежища. Последовало радостное воссоединение, которое стало последней каплей для Елизаветы: она разразилась слезами, и Эдуарду пришлось успокаивать её. Испытания, пережитые Елизаветой в убежище, сказались на её здоровье, и она была буквально вымотана.

### Религиозная деятельность
Елизавета участвовала во всех актах христианского благочестия, которые соответствовали тому, что ожидается от средневековой королевы-консорта. Её действия включали паломничества, получение папской индульгенции для тех, кто трижды в день, стоя на коленях, читает молитву «Ангел Господень», а также основание часовни Святого Эразма в Вестминстерском аббатстве.

## Вдовствующая королева

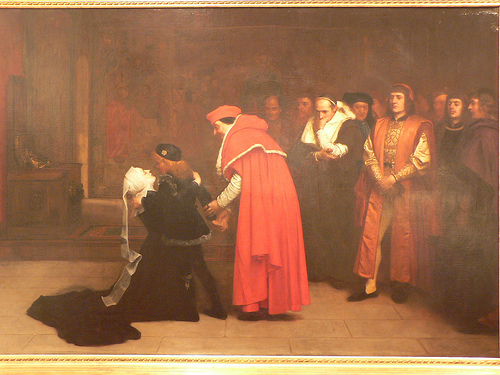
Елизавета Вудвилл расстаётся с герцогом Йоркским. Картина работы Филиппа Кальдерона, 1893 год

После внезапной смерти Эдуарда IV, вероятно от пневмонии, в апреле 1483 года Елизавета стала вдовствующей королевой и пробыла ею 63 дня, пока её сын Эдуард V был королём, а его дядя, Герцог Глостерский, был лордом-протектором. Опасаясь того, что Вудвиллы попытаются монополизировать власть, Глостер решил быстро взять под контроль молодого короля и приказал арестовать Энтони Вудвилла и Ричарда Грея, брата и сына Елизаветы от первого брака. Молодой король был перевезён в Лондонский Тауэр в ожидании коронации. Елизавета вместе с младшим сыном и дочерьми вынуждена была вновь искать убежища. Лорд Гастингс, ведущий лондонский сторонник покойного короля, первоначально поддержал действия Глостера, но затем был обвинён Глостером в сговоре с Елизаветой Вудвилл против него. Гастингс был казнён без суда. Если какой-либо подобный заговор действительно имел место, то о нём ничего неизвестно. Ричард обвинил Елизавету в заговоре с целью «убийства и абсолютного уничтожения» его.
Глостер, теперь вознамерившийся стать королём, 25 июня 1483 года казнил ранее арестованных сына и брата Елизаветы в замке Понтефракт, Йоркшир. В парламентском акте, Titulus Regius (1 Ric. III), он заявил, что дети старшего брата вместе с Елизаветой Вудвилл незаконны на том основании, что его брат был обручён с вдовой леди Элеонорой Ботелер, что в те времена считалось юридически обязывающим договором, и вследствие чего любые другие брачные договоры становились недействительными. Бургундский хронист Филипп де Коммин говорил, что Роберт Стиллингтон, епископ Бата и Уэльса, утверждал, что провел церемонию обручения между Эдуардом IV и леди Элеанор. Кроме того, в документе содержались обвинения в колдовстве против Елизаветы, однако, не было никаких подробностей и дальнейших последствий. Как следствие, герцог Глостер и лорд-протектор стал королём Ричардом III. Эдуард V, который не переставал быть королём, и его брат Ричард остались в Тауэре. После середины 1483 года их больше никто не видел.

## Жизнь при Ричарде III
Елизавета, именовавшаяся теперь леди Елизавета Грей, строила заговор с целью освободить своих сыновей и восстановить старшего на троне. Однако, когда герцог Бекингем, один из ближайших союзников короля Ричарда, присоединился к заговору, он сообщил бывшей королеве, что принцы были убиты. Елизавета и Бекингем вступили в союз с леди Маргарет Бофорт и поддерживали притязания сына Маргарет, Генриха Тюдора, прапраправнука короля Эдуарда III, ближайшего наследника Ланкастеров мужского пола, который имел право претендовать на престол с любой степенью законности. Для укрепления своих позиций и объединения двух враждебных благородных домов, Елизавета Вудвилл и Маргарет Бофорт договорились, что сын последней должен жениться на старшей дочери первой, Елизавете Йоркской, которая после заявления о смерти своих братьев стала наследницей дома Йорков. Генрих Тюдор согласился с этим планом, а в декабре публично поклялся в Реннском соборе, Франция. Месяцем ранее было подавлено восстание, поднятое Бекингемом в их пользу.
На первом заседании парламента Ричард III в январе 1484 года лишил Елизавету всех земель, которые она получила во время правления Эдуарда IV. 1 марта 1484 года Елизавета вместе с дочерьми покинула убежище после того, как Ричард III публично поклялся, что её дочерям не будет причинен вред и им не будут досаждать; кроме того, Ричард пообещал, что они не будут заключены в Тауэр или любую другую тюрьму. Он также пообещал предоставить им приданое и выдать их замуж за «рождённых джентльменами». Семейство вернулось ко двору, смирившись внешне с тем, что у власти стоит Ричард. После смерти жены Ричарда III, Анны Невилл, в марте 1485 года, поползли слухи, что овдовевший король намерен жениться на своей красивой и молодой племяннице, Елизавете Йоркской. Ричард III выступил с опровержением; хотя, согласно Кроулендской хронике, на него оказывалось давление врагами Вудвиллов, которые опасались, что им придётся вернуть земли, отобранные у Вудвиллов.

## Жизнь при Генрихе VII
В 1485 году Генрих Тюдор вторгся в Англию и победил Ричарда III в Битве при Босворте. Став королём, Генрих женился на Елизавете Йоркской и отменил Titulus Regius. Елизавете Вудвилл был присвоен титул и почести вдовствующей королевы.
Ученые расходятся во мнении относительно того, почему вдовствующая королева Елизавета провела последние пять лет жизни в аббатстве Бермондзи, в которое она ушла 12 февраля 1487 года. Так, Дэвид Болдуин считает, что Генрих VII заставил её удалиться от двора, а Арлин Окерланд представляет доказательства от июля 1486 года, что Елизавета уже сама планировала удалиться от двора, чтобы жить религиозной, созерцательной жизнью в аббатстве. Ещё одной причиной её принудительного удаления от двора считается причастность Елизаветы (прямая или же косвенная) к восстанию йоркистов во главе с Ламбертом Симнелом в 1487 году.
В аббатстве Елизавета была окружена уважением благодаря своему статусу и вела царственный образ жизни, получая £400 пенсии и небольшие подарки от зятя. Елизавета присутствовала при рождении внучки Маргариты в Вестминстерском дворце в ноябре 1489 года и при рождении внука, будущего Генриха VIII в Гринвичском дворце в июне 1491 года. Её дочь, королева Елизавета, посещала Елизавету Вудвилл в аббатстве, когда имела возможность; более частым посетителем у Елизаветы была другая её дочь — Сесили Йоркская.
Некоторое время Генрих VII предполагал выдать свою тёщу замуж за шотландского короля Якова III, когда его жена, Маргарита Датская, умерла в 1486 году. Однако Яков III был убит в сражении при Сочиберне в 1488 году, что сделало планы Генриха VII несбыточными.
Елизавета Вудвилл умерла 8 июня 1492 года в аббатстве Бермондзи. За исключением королевы, которая ожидала рождения своего четвёртого ребёнка, и Сесили Йоркской, на похоронах в Виндзорском замке присутствовали все дочери Елизаветы: Анна Йоркская (будущая жена Томаса Говарда), Катерина Йоркская (будущая графиня Девон) и Бриджит Йоркская (монахиня в Дартфордском Приорате). Воля Елизаветы заключалась в скромной церемонии. Сохранившиеся счета её похорон от 12 июня 1492 года показывают, что, по крайней мере, «явно чувствуется, что похороны королевы должны были быть более роскошными» и, возможно возражение, что «Генрих VII не счел нужным организовать более царственные похороны своей тёщи», несмотря на то, что это была воля самой покойной. Елизавета была похоронена рядом со вторым мужем в часовне Святого Георгия в Виндзорском замке.

## Дети

### От Джона Грея
- Томас Грей (ок. 1455 — 20 сентября 1501), 7-й барон Феррерс из Гроуби с 1483, 1-й граф Хантингдон с 1471, 1-й маркиз Дорсет с 1475
- Ричард Грей (ок. 1460 — 25 июня 1483)

### От Эдуарда IV
- Елизавета Йоркская (11 февраля 1466 — 11 февраля 1503); муж: с 18 января 1486 Генрих VII (28 января 1457 — 21 апреля 1509), граф Ричмонд с 1462, король Англии с 1485;
- Мария Йоркская (11 августа 1467 — 23 мая 1482);
- Сесилия Йоркская (20 марта 1469 — 24 августа 1507); 1-й муж: с 1485 (развод 1486) Ральф Ле Скруп (после 1459 — 17 сентября 1515), 8-й барон Скруп из Мэшема с ок. 1512; 2-й муж: с 25 ноября 1487/1 января 1488 Джон Уэллс (ум. 9 февраля 1499), 1-й виконт Уэллс с 8 февраля 1485/1486; 3-й муж: с 13 мая 1502/марта 1504 Томас Кайм из Уэйнфлита
- Эдуард V (1—4 ноября 1470—1483?), граф Марч и Пембрук с 1479, король Англии в 1483;
- Маргарет Йоркская (10 апреля 1472 — 11 декабря 1472);
- Ричард Шрусбери (17 августа 1473—1483?), герцог Йоркский с 1474, граф Ноттингем с 1476, герцог Норфолк, граф Суррей и Варенн с 1477;
- Анна Йоркская (2 ноября 1475 — 23 ноября 1511); муж: с 4 февраля 1495 Томас Говард (1473 — 25 августа 1554), 2-й граф Суррей с 1514, 3-й герцог Норфолк с 1524;
- Джордж из Виндзора (1477 — март 1479);
- Катерина Йоркская (14 августа 1479 — 15 ноября 1527); муж: с 1495 Уильям Куртене (ок. 1475 — 9 июня 1511), 1-й граф Девон с 1511
- Бриджит Йоркская (10 или 20 ноября 1480 — до 1513), монахиня в Дартфордском монастыре в Кенте.

## В культуре

### Кино и телевидение
Кино
- Ричард III (1911, роль исполнила Вайолет Фаребразер)
- Ричард III (1912, роль исполнила Кери Ли)
- Дети Эдуарда (1914, роль исполнила Жанна Делвейр)
- Джейн Шор (1915, роль исполнила Мод Йейтс)
- Башня смерти (1939, роль исполнила Барбара О’Нил)
- Ричард III (1955, роль исполнила Мэри Керридж)
- Ричард III (1973, роль исполнила Рита Бекеш)
- Ричард III (1995, роль исполнила Аннетт Бенинг)
- В поисках Ричарда (1996, роль исполнила Пенелопа Аллен)
- Ричард III (2005, роль исполнила Кэролин Бёрнс Кук)
- Ричард III (2008, роль исполнила Мария Кончита Алонсо)

Телевидение
- Эпоха королей[англ.] (1960, роль исполнила Джейн Венхам)
- Война роз[англ.] (1965, роль исполнила Сюзан Энджел)
- Третья часть Генриха Шестого и Трагедия Ричарда III (1983, роль исполнила Ровена Купер)
- Пустая корона (2012, роль исполнила Кили Хоус)
- Белая королева (2013, роль исполнила Ребекка Фергюсон)
- Белая принцесса (2017, роль исполнила Эсси Дэвис)

## Память
Имя Елизаветы Вудвиль носят две школы: начальная школа в Гроуби, Лестершир, (1971) и общеобразовательная школа в Нортгемптоншире (2013).